# 하늘아 하늘아
《하늘아 하늘아》는 1988년 7월 4일부터 1989년 3월 31일까지 방영한 KBS2 텔레비전의 드라마로, 조선 영조 때 사도세자와 혜경궁 홍씨 및 그 주변인물을 소재로 한 드라마이다. 오후 9시 30분부터 1시간 동안 방영하였다.

## 제작진
- 각본 : 임충
- 음악 : 임택수
- 주제가 작사 : 박성훈
- 주제가 작곡 : 임택수
- 주제가 노래 : 염수연
- 연출 : 안영동

## 출연진
- 정보석 : 사도세자 역
- 이영호 : 사도세자 아역
- 하희라 : 혜경궁 홍씨 역
- 이재은 : 혜경궁 홍씨 아역
- 김성겸 : 영조 역
- 전양자 : 선희궁 영빈 이씨 역
- 백현숙 : 화평옹주 역
- ? : 화협옹주 역
- 이경표 : 화완옹주 역
- 김흥기 : 홍봉한 역
- 문창길 : 홍인한 역
- 김영인 : 정순왕후 역
- ? : 김귀주 역
- ? : 정후겸 역
- ? : 숙의 문씨 역
- 김성환 : 문성국 역
- 이대로 : 상선 역
- 김봉근
- 박병호
- 이민우 : 세손(조선 정조 역)
- 정서임
- 조은덕
- 황덕재